# Marcel Guérin (critique d'art)
Marcel Guérin (1873-1948) est un riche collectionneur et critique d'art français. Il est, entre autres, l'auteur de L'Œuvre gravé de Gauguin en 1927.

## Biographie
Gendre d'Eugène d'Eichthal, il est le père de Daniel Guérin.